# 美濃ミッション
美濃ミッション（みのみっしょん）は、石黒イサクが代表を務める日本のキリスト教系宗教法人である。基本教義は、福音派に属する。
礼拝での使用聖書は「文語訳聖書」である。

## 美濃ミッション事件

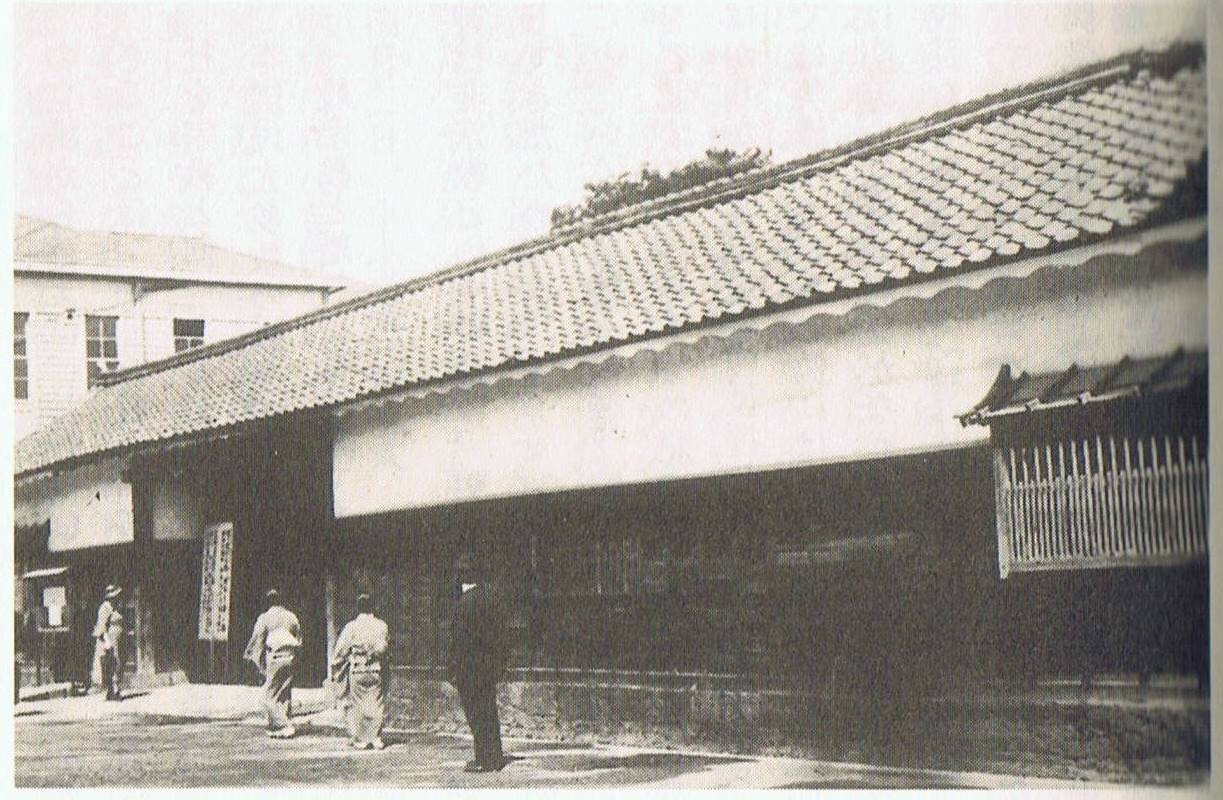
美濃ミッション本部外観

美濃ミッションは聖書の無誤性、イエス・キリストの再臨を信じ、神社参拝を含むあらゆる偶像崇拝といわれることをしなかった。そのため、1929年9月24日から1945年8月15日に至る期間、激しい迫害にあった。

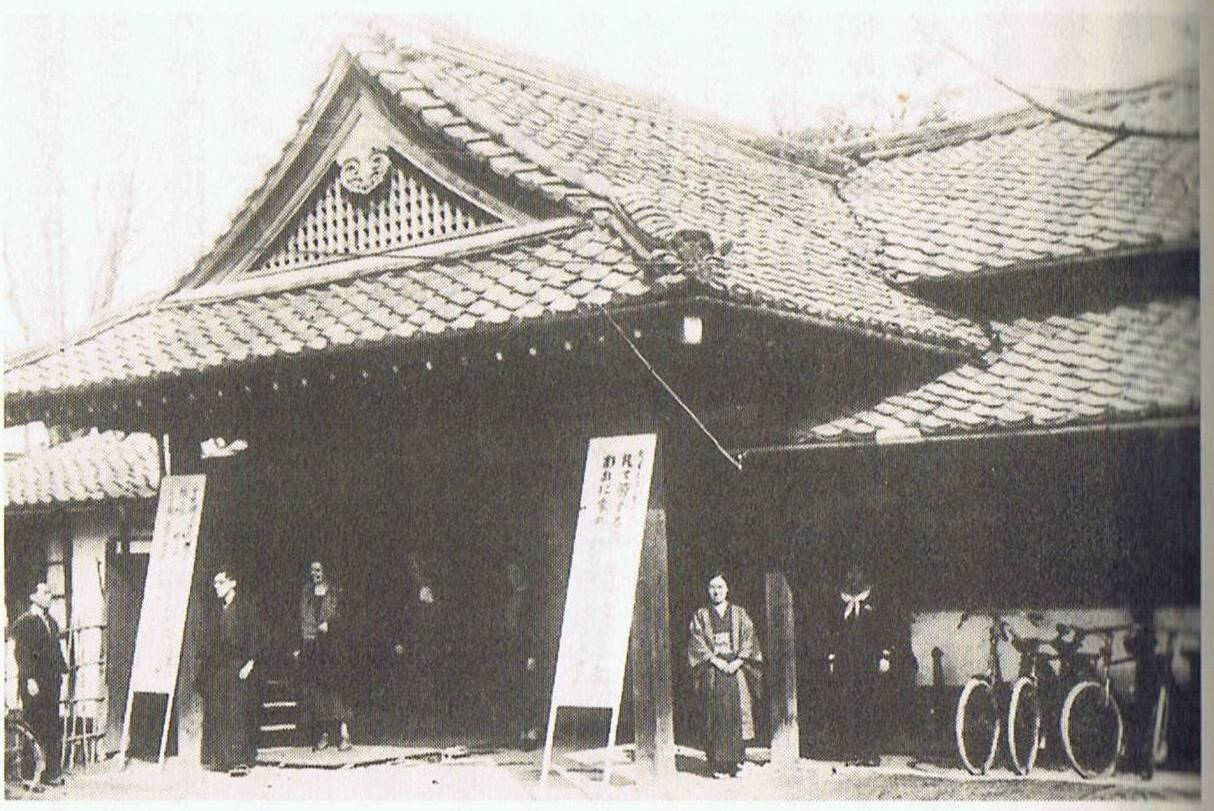
美濃ミッション本部玄関、戸田伯爵所有家老屋敷

## 沿革

### 開拓伝道
聖書信仰に立つ福音派の単立の群れで、セディ・リー・ワイドナー宣教師によって1918年11月設立された。岐阜県大垣市で1918年5月には日曜学校と幼稚園運営から開拓伝道を開始する。他の岐阜県内、愛知県・三重県でも福音伝道をなした。1920年5月に、本部は大垣市郭町15-1にある戸田伯爵家所有の家老屋敷においた。

### 福音伝道
1926年1月には、ミラー宣教師が来日し、聖書分冊配布の準備が始まる。1928年4月には、エリザベス・アリス・フィウェル宣教師が来日し、日本人以外にも宣教の幅を広げる。実際に、1929年4月には美濃ミッション大垣朝鮮教会が誕生し、在日朝鮮半島人の教会が設立される。

### 神社参拝拒否事件
1929年9月24日、美濃ミッションの教会員の子弟たちが、大垣市中小学校（現大垣市立興文小学校）で行われた県社常葉神社の参拝を拒否した。この事件は『美濃大正新聞』1930年3月13日の報道をきっかけに、各新聞でも報道された。これを受けて日本基督教会大垣教会教会員で安八農学校校長の佐藤信夫は、我々キリスト教徒も迷惑を感じている。神社参拝に反対する必要はない、と述べた。美濃ミッションの児童は3月23日の大垣招魂祭例も拒んだ。これらの事件により9月23日提出した美濃ミッション設立願いはついに認められなかった。
1933年、美濃ミッションの子弟が伊勢神宮参拝を偶像であるとして拒んだ。この事件は新聞で大々的に報道された。岐阜県の政治家大野伴睦は「市民は合法的に、実力で美濃ミッションを閉鎖せよ」と述べた。煽動された大垣市地元民は「美濃ミッション排撃の歌:守れ国体、葬れ邪教」を作って美濃ミッションを迫害した。
日本基督教会大垣教会牧師朝倉重雄は、「神社に低頭するのは、キリスト教信仰に何ら差し支えない」として美濃ミッションを非難した。1933年8月21日、神社参拝を拒んだ児童たちは停学になった。同年9月1日、読売新聞は「美濃ミッション 聖書の「神」以外は一切排撃」と題する批判記事を書いた。1933年9月20日には、宣教師であるワイドナー・菊池･山中･柳瀬が上京し、内務省警保局にて意見交換を行う。その後、公的な排撃運動は自然消滅。

### 活動中止と日本人拘束
1934年1月、美濃ミッションの幼稚園は閉鎖する。ワイドナー宣教師は、病気により1939年12月24日に帰国途中に召天。また、1939年にフィウェル宣教師も帰国の途についた。1940年には、美濃ミッションの日本人の中心人物だった伊能倉治郎が美濃高田を離れ東京へ移ったことを契機に活動を中断する。1942年3月26日、美濃ミッションの伊能倉治郎・山中為三は治安維持法違反で投獄された。
信徒については、戦時中も信仰を守り、妥協せず、日本基督教団に加わることがなかったとされている。

### 戦後
1946年10月、エリザベス・アリス・フィウェル宣教師の再来日により美濃ミッションが再開。1990年8月にはフィウェル宣教師が召天し、第3代主管者に石黒次男が指名され、2006年まで主管者を務め2014年に召天。現在の代表は石黒イサクである。

## 代表
- 創立者 セディ・リー・ワイドナー
- 第2代主管者 エリザベス・アリス・フィウェル
- 第3代主管者 石黒次夫
- 第4代教団代表 石黒イサク

## 批判
日本基督教団ら「神社非宗教論」を唱え神社参拝を容認する立場では、美濃ミッションをファンダメンタリストと呼んで非難した。美濃ミッション事件からファンダメンタリズム恐怖症が発生し、神社参拝拒否をファンダメンタリズムとする合意が形成されたという。
1967年3月26日に、日本基督教団総会議長鈴木正久が「第二次大戦下における日本基督教団の責任についての告白」を提示したことによって、上記にある批判を教団は撤回した。よって、現在はファンダメンタリズムとはしない事になっている。

### 書籍
- 中村敏 著『日本における福音派の歴史』いのちのことば社、2000年5月1日、ISBN 4264018269
- 櫻井圀郎・石黒イサク・上中栄・瀧浦滋 著『日本宣教と天皇制』 いのちのことば社、2001年1月1日 、ISBN 4264019575
- 信州夏期宣教講座 編『それでも主の民として』 いのちのことば社、2007年9月1日、ISBN 9784264025689
- 石黒次男 著『神社参拝拒否記録 復刻版』 美濃ミッション、1992年1月1日

### 学術論文
- 麻生将、『宗教集団をめぐる社会－空間的排除のプロセス―1930年代の「美濃ミッション事件」を事例として―』、歴史地理学50-3、15-31